# Bussiera de Nosarinas
Bussiére Sent Jòrge (en francès Bussière-Saint-Georges) és una localitat i comuna de França, a la regió de la Nova Aquitània, departament de la Cruesa. La seva població al cens de 1999 era de 184 habitants. Està integrada a la Communauté de communes du Pays de Boussac.

## Demografia
| 1968 | 1975 | 1982 | 1990 | 1999 |
| ---- | ---- | ---- | ---- | ---- |
| 422  | 355  | 256  | 239  | 184  |

## Administració
| Període   | Identitat        | Partit |
| --------- | ---------------- | ------ |
| 2001-2008 | Marcel Deschamps |        |
| 2008-     | Gérard Thomazon  |        |